# Calletaera basipuncta
Calletaera basipuncta là một loài bướm đêm trong họ Geometridae.